# Онуфрій Великий
Ону́фрій, Нофрій, Ону́фрій Вели́кий, преподобний (грец. Ονούφριος з єгипетського «Онн-нфр» той, хто завжди добрий, ? — 400, Єгипет) — єгипетський ранньо-християнський пустельник, один з Отців Церкви, святий. Жив у єгипетській пустелі у IV ст. Був одним з Отців Пустельників, які мали глибокий вплив на східну духовність e IV—V століттях. На землях княжої Русі, культ св. Онуфрія був особливо поширений у Галичині, де в Лаврівському монастирі, зберігались його мощі.
Вшановування св. Онуфрія тісно пов'язане із популярністю відлюдного монашества, усамітненого життя присвяченого спілкуванню з Богом. З Єгипту воно набуло популярності спочатку на всьому Сході, а потім також і на Заході. Святий Онуфрій, як своєрідний ідеал такого життя, після Хрещення Руси став популярним також і на українських землях. В Галичині, XIII—XIV стт. в карпатських Бескидах, коло місця де зберігались його мощі, виникла густа мережа монастирів та скитів, котрі почали поступово зникати після польського завоювання, василіанських реформ та так званої «Йосифінської касати».

## Життя Святого Онуфрія згідно з Пафнутієм
Святий Онуфрій став відомим завдяки житію, котре, як вважається, написав преподобний Пафнутій, ймовірно в останній чверті — наприкінці IV століття. В той час культ святого поширювався серед єгипетських монахів та жителів сільської місцевості. Відповідно до життя, коли Пафнутій зустрів Онуфрія, Святий прожив був вже 60 літ у пустині. Його волосся та борода звисали до землі. За звичай так не буває — борода доходить до певної довжини і більше не росте. Та Панфутій писав, що його борода виросла до колін в один день, щоб покрити його наготу, коли з нього зпали залишки одежі з якої прибув був у пустиню. Все волосся на ньому було біле, як сніг і вся постать його неначе сяяла.
Побачивши Пафнутія Онуфрій назвав його по імені і розказав про своє життя в пустині. Це його Ангел Хоронитель привів його сюди, сказав він. Довгий час він харчувався овочами, яких дуже важко можна було знайти, а потім коли він переніс терпеливо та з вірою напади демонів та коли його серце утвердилося і зосередилося на Божій любові та милості, Ангел Божий приносив йому хліб для поживи. Крім того Божим провидінням виросла біля його келії пальма, яка родила багато фініків і близько стало текти джерело води.
Однак, говорив Онуфрій із сяючим обличчям: «Я переважно харчуюсь і заспокоюю свою спрагу солодкими словами Божими!» А на запит Пафнутія: «Як ви причащаєтесь?» відповів пустинник, що йому Ангел Божий приносить Святе Причастя що суботи. Наступного дня Старець сказав Пафнутію, що настав час прощатися з землею. Став він на коліна, помолився і тихо віддав Богу свій дух. У той момент Пафнутій побачив, як небесне сяйво покрило тіло старого і почув ангельський спів.
Похоронивши тіло Онуфрія Пафнутій повернувся у свій монастир і розказав іншим про чудесне життя цього мужа і про велич Божого Провидіння, яке постійно годує та захищає тих, які цілковито віддали себе на служіння Богові. Онуфрій упокоївся в році 400.

## Шанування Святого Онуфрія на українських землях

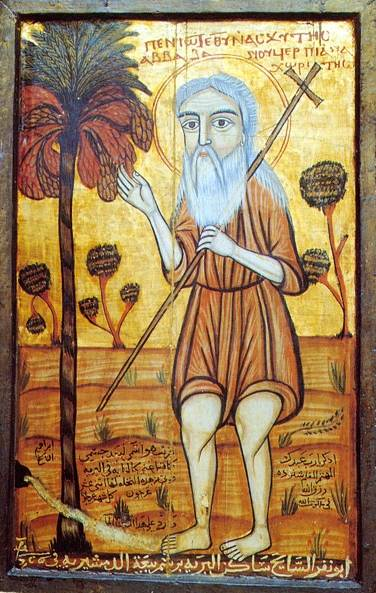
Коптська (єгипетська) ікона Святого Онуфрія

З теренами Галицько-Волинського князівства пов'язується поширення культу св. Онуфрія серед східних слов'ян. Так, літописний «Список руських міст, далеких і близьких» (1373–1395) згадує про мощі св. Онуфрія у Самборі, які, можливо, потрапили сюди із Брауншвайгу. Монастирі та храми святого Онуфрія відомі у ряді інших сіл та міст. Наприклад існування Свято-Онуфріївського монастиря в селі Бірча (згадка від 1422 року) відоме з підтвердної грамоти Казимира IV Ягайловича Федору Шептицькому на володіння селом Канофости від 12 квітня 1469 року. Однойменний храм згадується 1367 року в Посаді Риботицькій, в 1400 — у Перегінську поблизу Коломиї. Характерно, що в другій половині XVII ст. львівський православний (згодом унійний) владика Йосиф Шумлянський, намагаючись обмежити свободу мандрівних ченців, своїм коштом відкриває у Перегінську монастир святого Онуфрія. До сьогодні образ св. Онуфрія кінця XVII — початку XVIII століть зберігається у церкві-каплиці села Розгірче на Стрийщині, де у XVIII сторіччі був відомий греко-католицький жіночий монастир (колишній православний). Онуфріївський пресвітер в Острозі згадується серед опитуваних свідків у судовій справі, щодо майна єпископа Кирила Терлецького, самовільно захопленого луцьким войським Жданом Боровицьким (від 23 грудня 1591 року). У Володимирі «манастьірь в гай святого Онофрия, у вострові на ріці Лугу», до якого належить «кгрунть, острові Волосаві», внесено в опис церков і маєтків єпископства, складений при переданні його єпископу Іпатію Потію 11 квітня 1593 року.
Очевидно, українськими впливами зумовлене й поширення культу святого на північ та схід — наприклад, князь Симон Лугвень засновує монастир св. Онуфрія біля Мстиславля; а можливим фундатором монастиря св. Онуфрія «на Тростенському озері» у Московському князівстві вважається київський митрополит Кипріян.
Святий Онуфрій вважається покровителем подорожніх, оскільки сам подорожував пустелею, та молодих бездітних пар, які завжди через заступництво святого вимолювали чадо, також породіль. Це, певно, сталось через слова святого перед смертю сказаних св. Пафнутію: «Не бійся, брате Пафнутію, Бог, до всіх милосердний, послав тебе до мене, щоб ти поховав тіло моє. Нині закінчую земне життя своє і в безкінечне життя до Христа свого перейду, на спочинок вічний. Любий брате, коли повернешся до Єгипту, згадуй мене перед лицем братів і всіх християн, бо ось довга моя перед Богом молитва, у Нього ж і отримав, що просив: кожному, хто в пам'ять мою приношення якесь до святої церкви зробить, чи просфору, чи свічки, чи тиміян, чи подасть милостиню убогому, чи нагодує брата бідного, чи молитву яку до Бога зробить чи инше щось добре сподіє, простяться йому прогрішення й отримає частку зі мною».
Тепер частка мощей святого Онуфрія Великого зберігається в Свято-Онуфріївському монастирі отців Василіян (УГКЦ) м. Львова, де щорічно 12 червня виставляється для загального почитання для люду Божого.
Онуфрій Великий зображений у позі оранта (вічного молитовника перед Богом) у південній зовнішній галереї Собору Святої Софії у Києві. Величезна кількість написів на цій фресці пояснюється тим, що до св. Онуфрія як до цілителя зверталися численні прохачі, і тим, що у відкритій галереї було найбільш легко зробити напис. Звертає на себе увагу явна витертість верхнього фарбового шару на лівому коліні св. Онуфрія, причому якраз на рівні вуст людини середнього зросту. Це засвідчує той факт, що до коліна святого прикладалися вустами численні віруючі, позаяк, можливо, що саме в цьому місці в стіну була закладена цілюща частка мощей св. Онуфрія. .

## Пам'ять
- 12 червня (Преп. Онуфрія Великого. Преп. Петра Атонського.)

### Статуї
- в церкві Свято-Онуфріївського монастиря отців Василіян УГКЦ, Львів
- в гроті мурованої тераси перед собором святого Юра
- у церкві села Рукомиш неподалік Бучача, автором якої вважають Пінзеля
- біля костелу святого Йосипа, Підгірці[4]
- в гроті мурованої тераси перед церквою Чесного і животворящого Хреста, Бучач

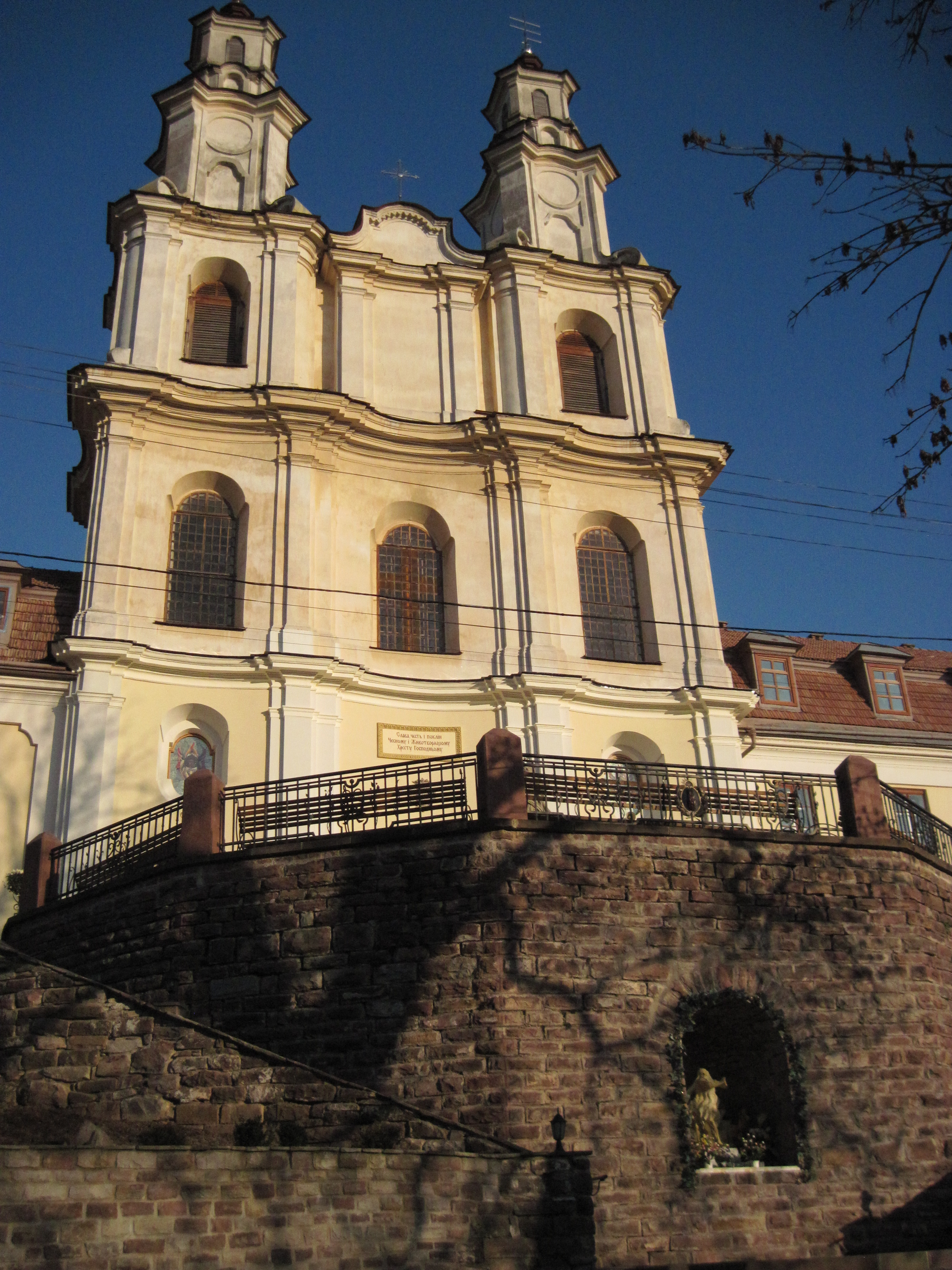
Статуя в Бучачі
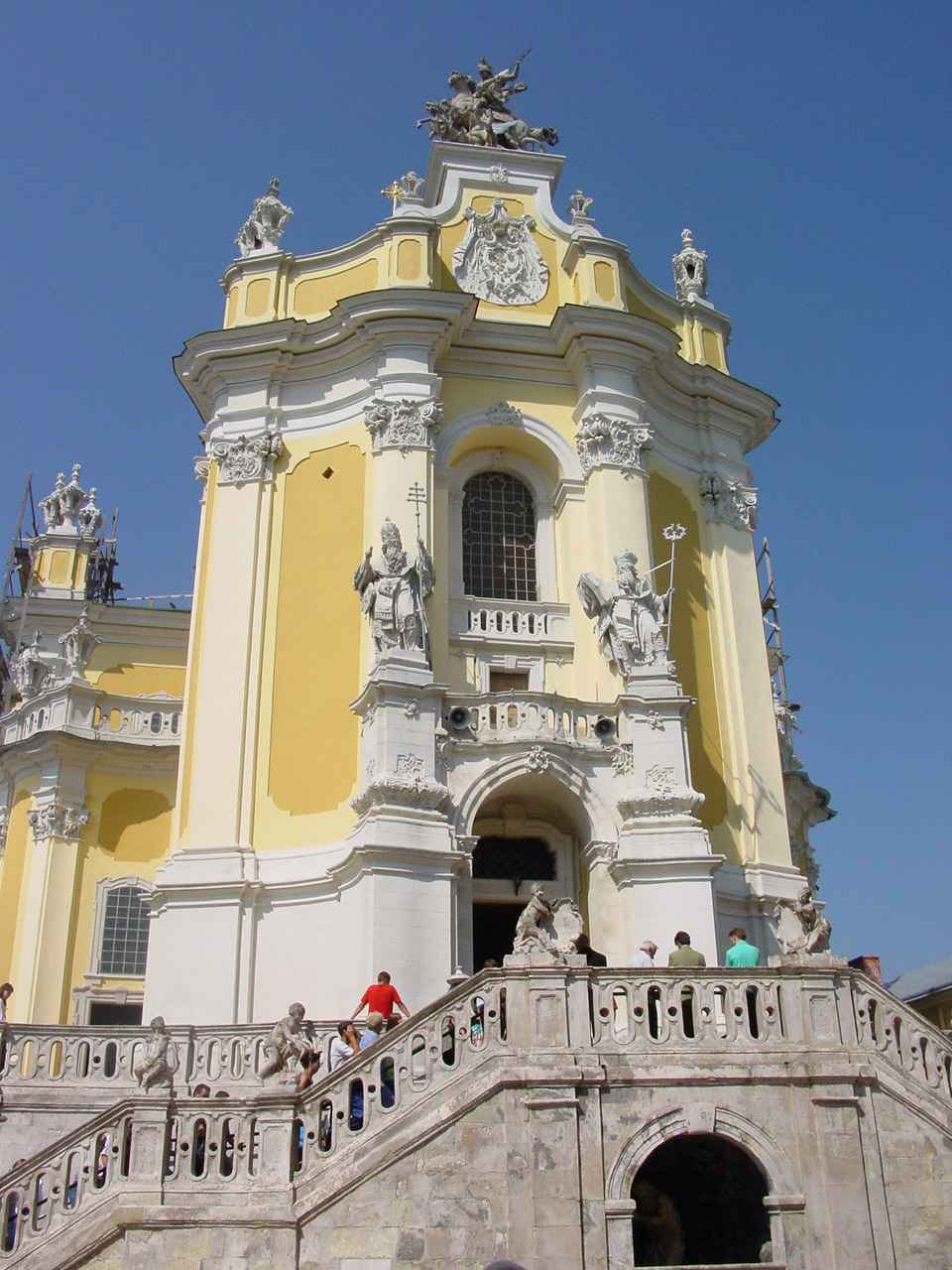
Собор святого Юра